# 結合角
結合角（けつごうかく、英: bond angle）とは分子構造の構造要素の一つで、それぞれの原子から伸びている2つの化学結合のなす角度を示す。（原子価角、げんしかかく、英: valence angle）ともいう。結合相手の原子の方向が化学結合の方向だとして計算される角度を結合角とみなすこともあるが、曲がった結合を形成していると考える場合はこれらは一致しない。
分子軌道は混成軌道関数の方向因子によって決定づけられるため、結合角も結合の不飽和度の違いにより変化する。すなわち炭素の場合、sp3混成軌道のメタンは arccos(−1/3)≈109.5°（正四面体角、せいしめんたいかく、英: tetrahedral angle）であり、sp2混成軌道のエチレンは120°、sp混成軌道のアセチレンは180°の結合角をもつ。
結合角は孤立電子対が存在すると混成軌道に影響を与えるため、同一元素周期元素の水素化物であるメタン、アンモニア、水とを比較すると、孤立電子対の数に応じてアンモニア（1つ）、水（2つ）の順に結合角がわずかに小さくなっている。すなわち、sp3軌道と孤立電子対の軌道との反発あるいは孤立電子対軌道同士の反発により結合角はわずかに変化する（記事 原子価殻電子対反発則 に詳しい）。
結合角に関する「3つの原子の位置で作られる角度」と「結合角」とは必ずしも一致しない。これはσ結合が同一軸上に存在する場合に結合力が最大ではあるが、並行するπ軌道から構成されるπ結合にも結合力が働くように、σ結合が同一軸上無くとも結合力が減弱するだけで結合自体は形成される。この様に同一軸上に無いσ結合による結合は曲がった結合と呼ばれる。